# ロコ!思うままに
『ロコ!思うままに』（ロコ!おもうままに）は、特撮のベストアルバム。

## 概要
インディーズ移籍後発表した楽曲と、前ベストアルバム『初めての特撮 BEST vol.1』に収録されなかった徳間ジャパン時代の楽曲からそれぞれ選曲した曲に、新曲やボーナストラックを加えたベストアルバム。
大槻ケンヂ著の同名の小説もリリースされた。表紙もアルバムジャケットと同じイラストが使われている。
初回限定盤はDVD付き。

## 収録曲
1. INVITATION
新インスト。
2. 綿いっぱいの愛を!
3. 超越人間オーケボーマン
4. 友よ（FRIEND reMIX）
アルバム『オムライザー』収録曲のリミックス。
5. ロコ!思うままに
新曲。
6. アングラ・ピープル・サマー・ホリディ
7. オーケン刑事
新曲。
8. ダンシングベイビーズ
9. ロードムービー
10. 企画物AVの女
11. オム・ライズ
12. 子供じゃないんだ赤ちゃんなんだ
冒頭のセリフはカットされている。
13. 世界中のロックバンドが今夜も・・・
14. 僕らのロマン飛行
15. 戦え!ヌイグルマー
16. 渚の前衛ダンサー（バージョン冬）

ボーナストラック
1. デス市長
2. オーケン刑事（instrumental version)
3. スペシャルシークレット曲
マイティジャックの歌
ネットで叩いてやる!

### 初回限定盤DVD
- 2005年11月13日 LIVE at 池袋手刀
  1. 世界中のロックバンドが今夜も…
  2. 超越人間オーケボーマン
  3. キャラメル
  4. 僕らのロマン飛行
  5. パーティ・サワディー
  6. アベルカイン
  7. オム・ライズ
  8. アングラ・ピープル・サマー・ホリディ
- PV
  1. 綿いっぱいの愛を!
  2. アングラ・ピープル・サマー・ホリディ
- おまけ映像 
  1. オーケンと空気犬（散歩編）
  2. オーケンと空気犬（しつけ編）
  3. オーケンと空気犬（大型犬編）
  4. 必殺!特撮!…2000.2.28 at 新宿ロフト
  5. 必殺!特撮!…2000.3.21 at 大阪バナナホール
  6. つかれはてた男〜ヨギナクサレ〜